# 石黒大次郎
石黒 大次郎（いしぐろ だいじろう、1880年3月5日 - 1973年12月30日）は、日本の実業家、政治家。衆議院議員（1期）。

## 経歴
新潟県出身。1902年、東京専門学校邦語行政科卒。農業を営み、刈羽郡議、新潟県議、同参事会員、刈羽郡農会長、新潟県農会長、百三十九銀行支配人、同取締役頭取、柏崎米穀取引所理事となる。
1924年の第15回衆議院議員総選挙において新潟9区から憲政会公認でで立候補して当選した。衆議院議員を1期務めた。1928年の第16回衆議院議員総選挙には立候補しなかった。1973年死去。